# Posterisation

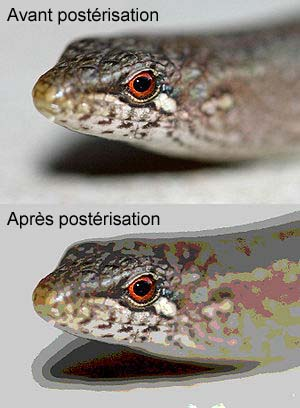
Exemple de photo au format JPEG (profondeur des couleurs 24 bits, affichage 16,7 millions de couleurs) affichée avant postérisation, puis convertie au format GIF (profondeur des couleurs 8 bits, affichage de 256 couleurs)

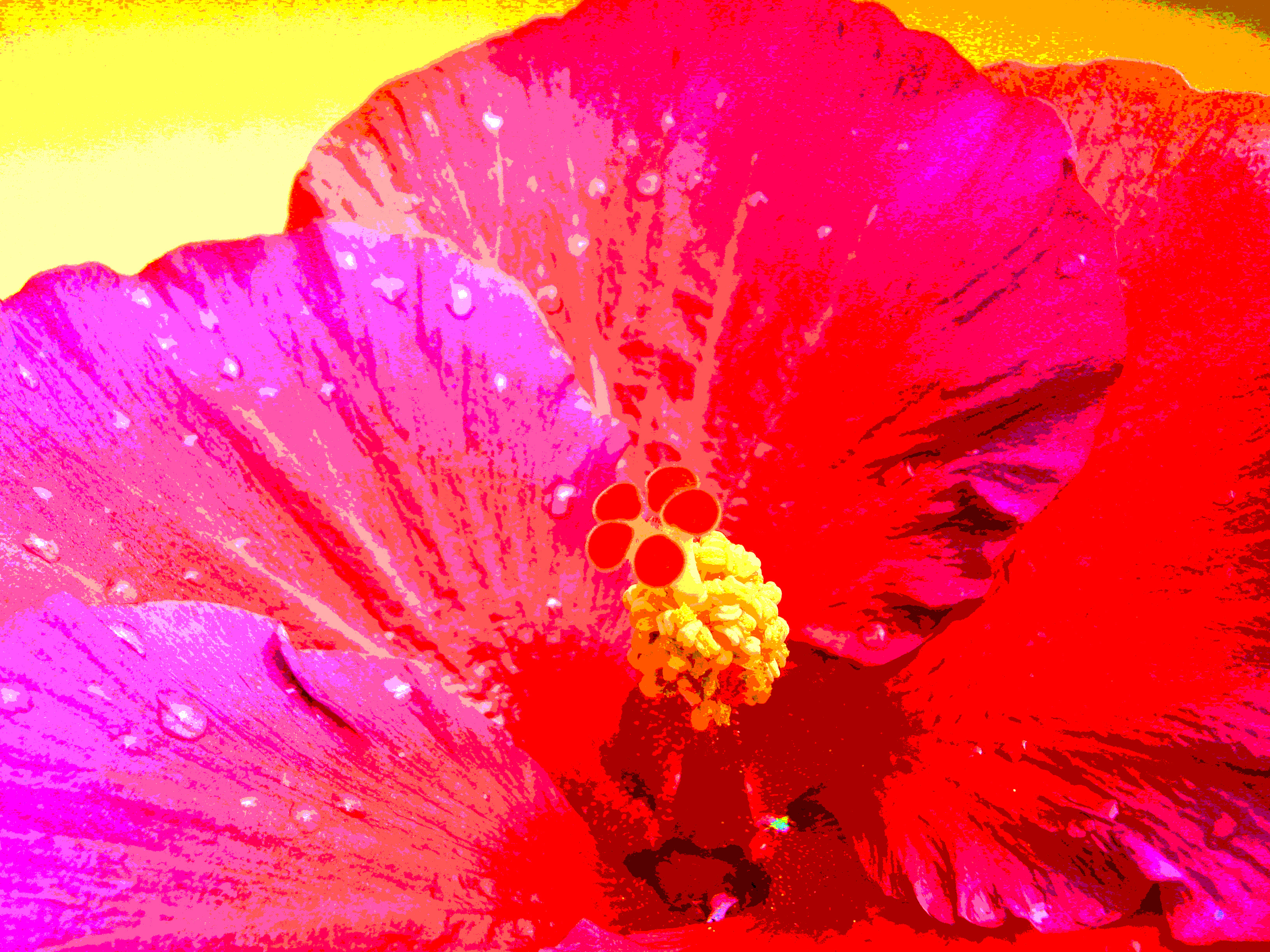
Photographie postérisée d'une fleur d'hibiscus

La postérisation apparaît lorsque, dans une image, une gradation continue est remplacée par un nombre plus réduit de couleurs. Cela donne lieu à des coupures abruptes de couleurs, comme sur un vieux poster.
Cet effet est plus clairement défini sous la rubrique isohélie, terme employé dans la version française du logiciel Photoshop.

## Causes
L'effet de postérisation est produit soit délibérément avec un logiciel de retouche de photographies, soit involontairement.
La postérisation indésirable peut être due à une profondeur de couleur insuffisante pour échantillonner une gradation visuellement continue des couleurs. Il en résulte des variations de couleur discontinues, visibles sous la forme de bandes. Le problème peut en partie être résolu par tramage.

## Procédé photographique
Dans le processus de développement photographique, la postérisation permet de transformer des photos normales en des images comportant des tons ou couleurs distincts mais plats. Une image postérisée a généralement la même apparence, mais certaines portions de la vue originale sont remplacées par des transitions brutales dans les nuances et gradation entre deux tons voisins. L'impression des images noir et blanc postérisées requiert des densités séparées, qui sont successivement imprimées sur le même papier pour créer l'image entière. Les séparations peuvent être faites par densité ou par couleur, en utilisant différentes expositions. Les densités séparées peuvent être créées en effectuant trois impression sur le même papier, mais avec des temps d'exposition différents qui permettent de combiner l'image finale.

## Applications
Généralement, la postérisation est utilisée pour tracer des lignes de contour et vectoriser des images matricielles :

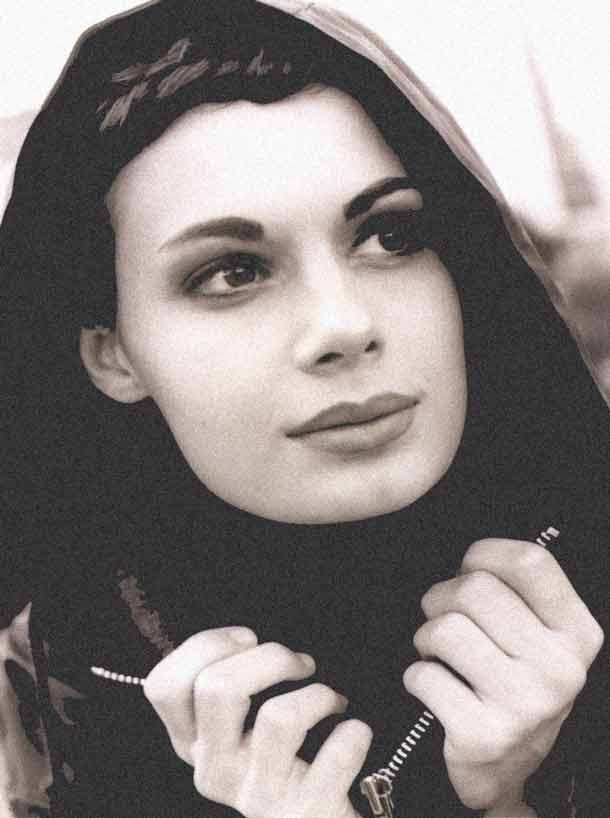
Une photo au format JPEG, 25 kilooctets
La même photo vectorisée par AutoTrace, 677 kilooctets

Le procédé débute en scrutant 1 bit par canal, et peut progresser jusqu'à 4 bits par canal. Le nombre de niveaux de luminosité affichés s'accroît avec celui des bits scrutés par canal. Le traitement réalisé sur une image dégradée par la compression JPEG peut être considéré comme un moyen de supprimer les artéfacts, en plus d'obtenir un rendu artistique.

## Postérisation temporelle
La postérisation temporelle est un effet visuel qui consiste à réduire la cadence d'images d'une vidéo, sans changer la vitesse de déroulement de la séquence. Le résultat est similaire à celui du flash d'un stroboscope sur les sujets en mouvement, mais sans le contraste entre la luminosité et l'obscurité. Le résultat est obtenu en réalisant un sous-échantillonnage temporel des images, sans perte de couleur ni de résolution. Contrairement au Télécinéma, les images inutilisées sont simplement écartées, le but étant de provoquer une durée de vision de chaque image restante supérieure à celle de la persistance rétinienne.
L'effet est réalisable avec After Effects et d'autres logiciels de montage vidéo. Les GIF animés ressemblent souvent à des postérisations temporelles en raison de leur faible cadence d'images.
L'effet stop motion et go motion obtenu est la forme temporelle du crénelage. Cet effet peut-être volontaire. Mais pour réduire la cadence d'images sans produire cet effet, on peut utiliser un procédé d'anti-crénelage temporel (à ne pas confondre avec le ralenti) qui peut cependant créer un flou de mouvement.